# Ню-Вел
Ню-Вел (нід. Nieuw-Wehl) — село в нідерландській провінції Гелдерланд. Входить до муніципалітету Дутінхем.
Уперше Ню-Вел згадується між 1830 та 1855 роками як «Achter Wehl», що означає «за Велем».

## Галерея

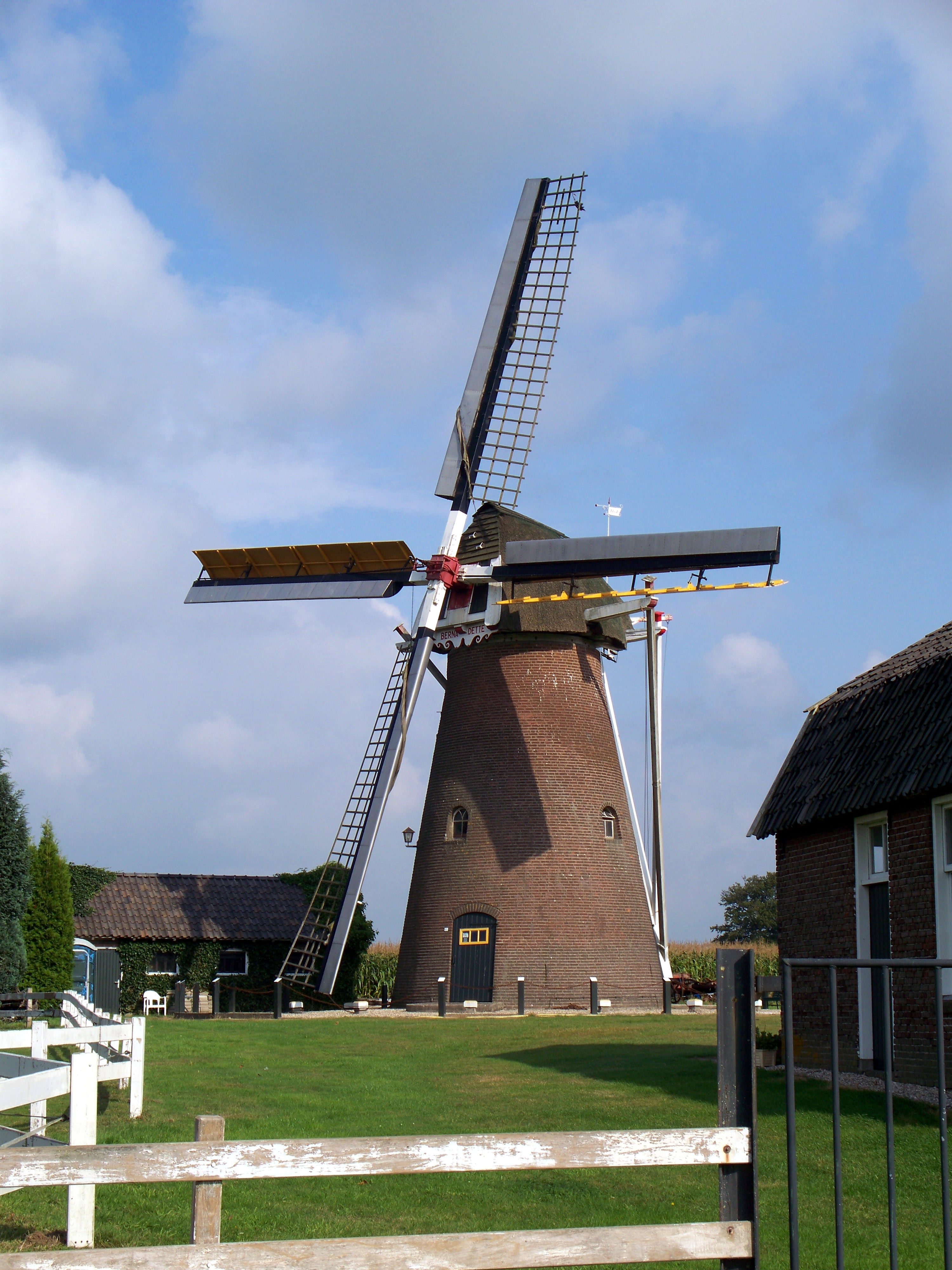
Вітряк
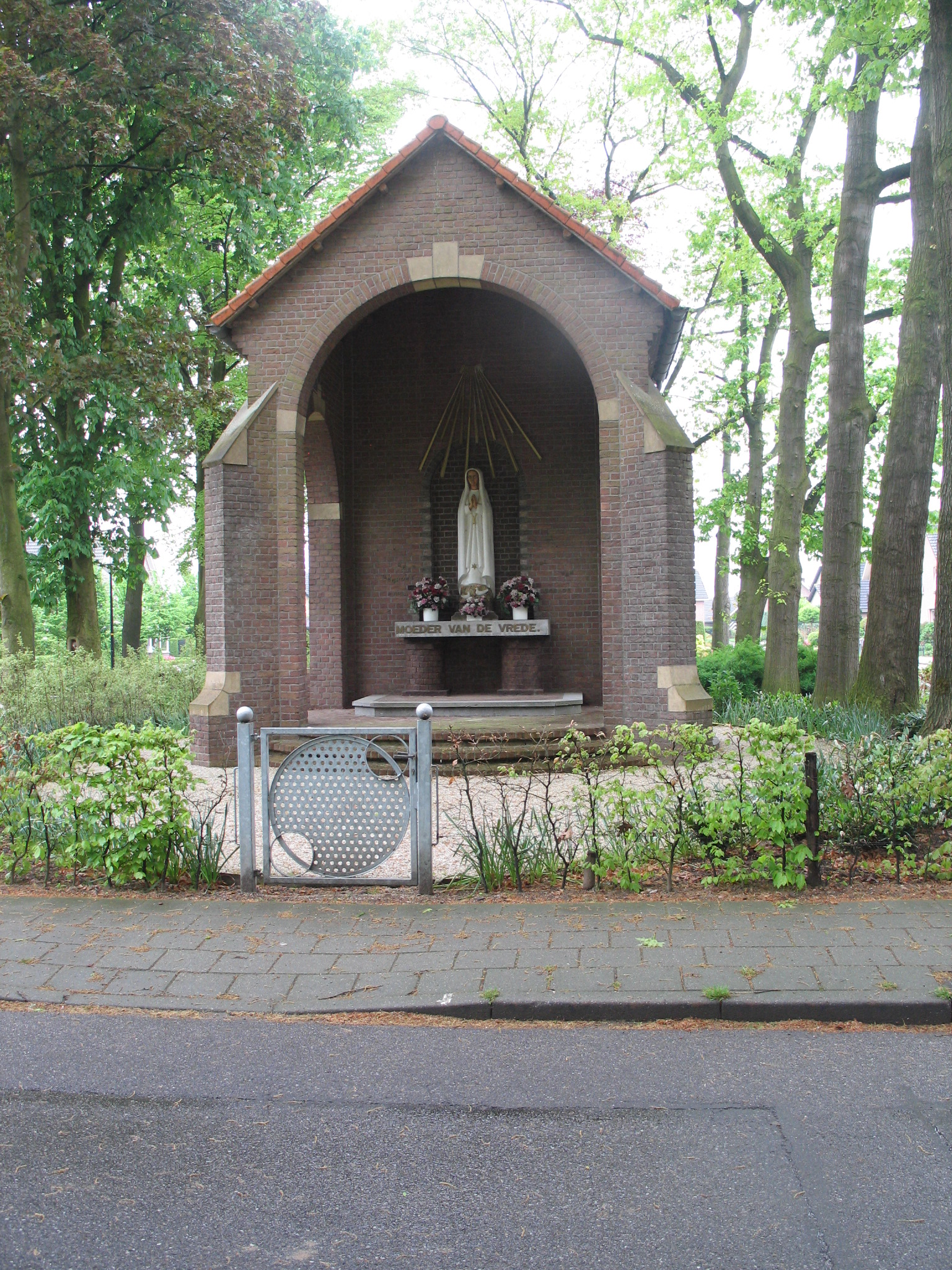
Каплиця